# Woven Hand
I Woven Hand o anche Wovenhand sono un gruppo musicale fondato a Denver nel 2001 e guidato David Eugene Edwards, già leader dei 16 Horsepower. Il loro stile musicale unisce elementi alternative country, neofolk, post-rock, punk rock e musica popolare e tradizionale.

## Storia
Il gruppo è nato nel 2001 come progetto parallelo solista di David Eugene Edwards, leader e cantante dei 16 Horsepower, durante un periodo di riflessione in seno al gruppo. Nei primi concerti Edwards è affiancato dal polistrumentista Daniel McMahon.
Vengono registrati i primi brani incisi sull'album d'esordio dal titolo omonimo, che viene pubblicato nel 2002 per la Glitterhouse Records. Oltre a McMahon partecipano alle registrazioni del disco il batterista Ordy Garrison ed il violoncellista Paul Fonfara.
L'anno successivo Edwards rivede in chiave acustica alcuni brani del primo album e con l'aggiunta di alcuni inediti pubblica l'album Blush Music, con Shane Trost al posto di Fonfara. I brani vengono utilizzati come accompagnamento per lo spettacolo di danza contemporanea Blush portato in scena dal coreografo belga Wim Vandekeybus con la compagnia Ultima Vez, il gruppo segue in tour la compagnia e viene pubblicato anche come colonna sonora ufficiale con identica scaletta ma con 2 brani in meno rispetto all'album. Tra i brani più rappresentativi del disco si segnala la rilettura di Ain't No Sunshine di Bill Withers.

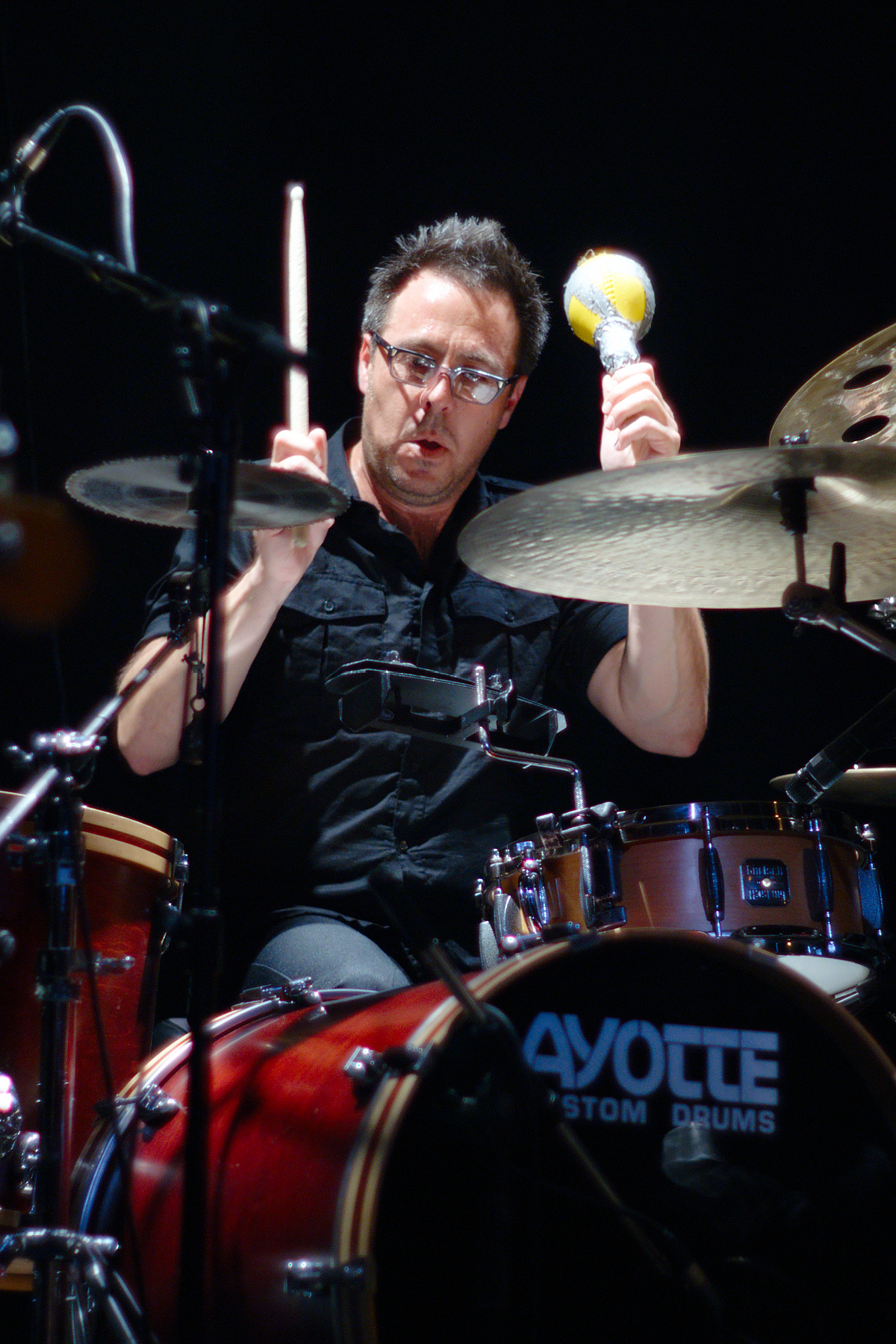
Ordy Garrison

Nel 2004 pubblicano Consider the Birds per la Sounds Familyre, etichetta statunitense che aveva già distribuito i suoi precedenti lavori, registrato quasi interamente da Edwards. Nel tour successivo Edwards viene accompagnato solo dal batterista Ordy Garrison.
Nel 2005 i 16 Horsepower si sciolgono ed Edwards si concentra maggiormente sul progetto Wovenhand. Nel gruppo entra il percussionista belga Peter van Laerhoven, esce invece Trost.
In questo periodo il gruppo collabora nuovamente con la compagnia Ultima Vez, alcuni brani sia del gruppo e che dei 16 Horsepower vanno a formare la colonna sonora dello spettacolo Puur edito poi su DVD e nel quale appare Edwards.

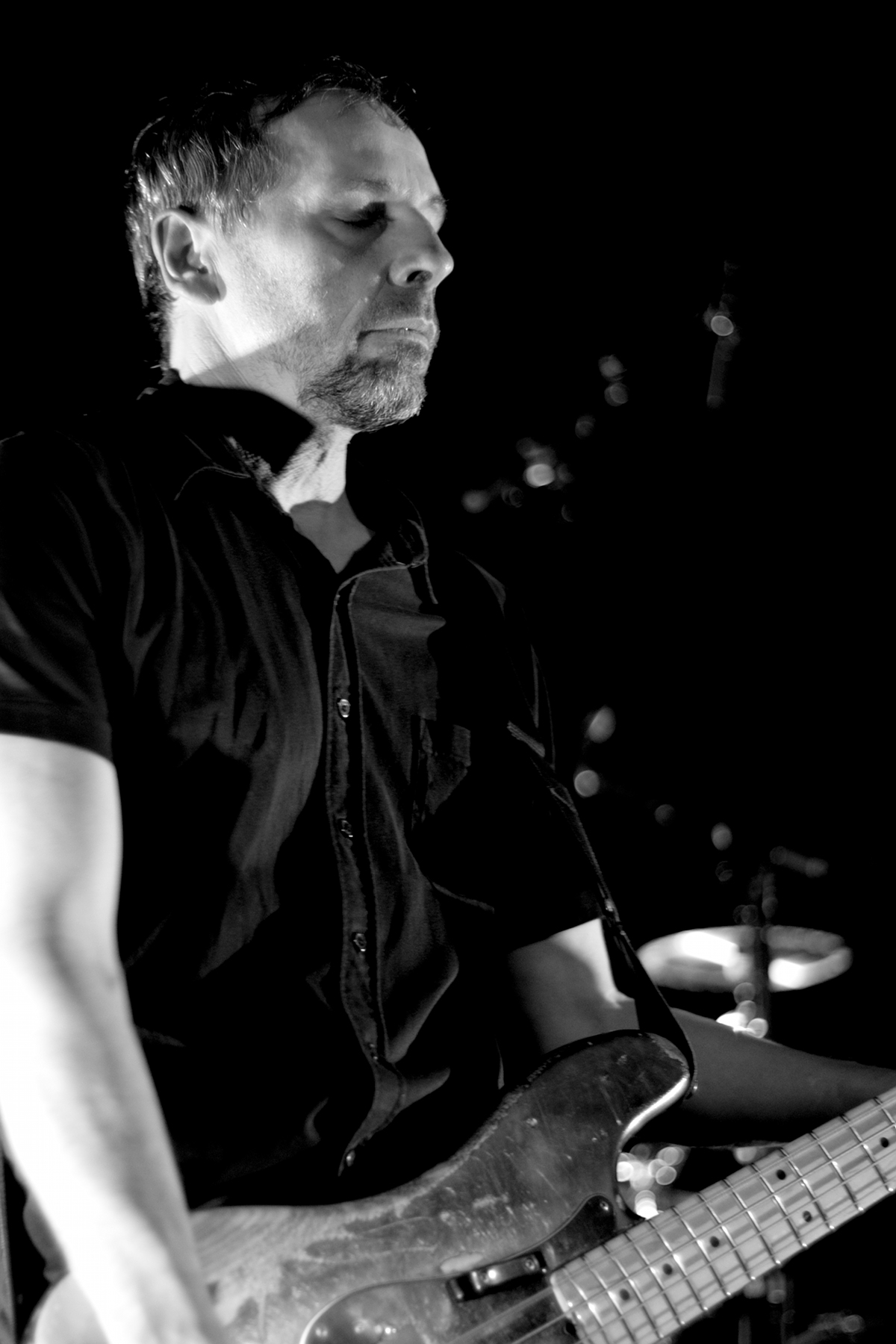
Pascal Humbert

Nel 2006 viene pubblicato Mosaic con Edwards, Garrison, McMahon e Elin Palmer agli strumenti a corde. Entra in seguito nel gruppo Pascal Humbert al basso che era già stato compagno di Edwards nei 16 Horsepower.
L'album successivo, Ten Stones del 2008, si può considerare come il primo album frutto della collaborazione di più elementi e non solo del lavoro di Edwards.
Nel 2010 pubblicano The Threshingfloor, dove si sentono forti influenze balcaniche e medio orientali assorbite dal gruppo durante il precedente tour e a cui fa seguito un tour di spalla ai Tool.
Nel settembre 2012 pubblicano il nono album The Laughing Stalk, prodotto da Alexander Hacke (Nick Cave and the Bad Seeds e Einstürzende Neubauten), che mostra un cambiamento rispetto ai lavori precedenti, segnato da una maggiore elettrificazione ed un ritorno a certe atmosfere dark e post punk dei Sixteen Horsepower. La nuova formazione vede l'inserimento di Charles French alla chitarra, Gregory Garcia al basso e Jeffrey Linsenmeier all'organo.
Nel 2014 annunciano la pubblicazione del loro decimo lavoro in studio, "Refractory Obdurate", il quale continua la strada presa con il precedente album. Le sonorità sono tuttavia più piene e l'utilizzo più in secondo piano delle chitarre, elemento dominante e caratteristico del gruppo.

## Formazione

### Formazione attuale
- David Eugene Edwards (voce, chitarra)
- Charles French (chitarra)
- Gregory Garcia (basso)
- Jeffrey Linsenmeier (batteria)

### Ex componenti
- Pascal Humbert
- Ordy Garrison
- Stephen Taylor (chitarra elettrica)
- Daniel McMahon (piano e organo)
- Elin Palmer

## Discografia

### Album
- 2002 - Woven Hand
- 2003 - Blush Music
- 2003 - Blush (Original Score)
- 2004 - Consider the Birds
- 2006 - Mosaic
- 2006 - Puur
- 2008 - Ten Stones
- 2010 - The Threshingfloor
- 2012 - The Laughing Stalk
- 2014 - Refractory Obdurate
- 2016 - Star Treatment

### EP
- 2011 - Black of the Ink